# Barlee Range
Barlee Range är en bergskedja i Australien. Den ligger i delstaten Western Australia, omkring 920 kilometer norr om delstatshuvudstaden Perth.
Omgivningarna runt Barlee Range är i huvudsak ett öppet busklandskap. Trakten runt Barlee Range är nära nog obefolkad, med mindre än två invånare per kvadratkilometer. Genomsnittlig årsnederbörd är 357 millimeter. Den regnigaste månaden är januari, med i genomsnitt 145 mm nederbörd, och den torraste är augusti, med 1 mm nederbörd.